# Pericoma ljubiliensis
Pericoma ljubiliensis és una espècie de dípter pertanyent a la família dels psicòdids present al territori de l'antiga República Federal Socialista de Iugoslàvia.